# Otevan
Otevan (en arménien Օթևան ; anciennement Bashsis puis Baysz) est une communauté rurale du marz d'Aragatsotn, en Arménie. Elle compte 230 habitants en 2009.